# Cinquième circonscription du Finistère
La cinquième circonscription du Finistère est l'une des huit circonscriptions législatives françaises que compte le département du Finistère.

## La circonscription de 1958 à 1986

### Description géographique
Dans le découpage électoral de 1958, la cinquième circonscription du Finistère était composée des cantons suivants :
- Canton de Daoulas
- Canton de Landivisiau
- Canton de Lesneven
- Canton de Ploudiry
- Canton de Plouescat
- Canton de Plouzévédé
- Canton de Saint-Thégonnec
- Canton de Sizun.

### Historique des députations
| Législature | Début de mandat | Fin de mandat  | Député          | Parti politique | Observations |
| ----------- | --------------- | -------------- | --------------- | --------------- | --- |
| Ire         | 9 décembre 1958 | 9 octobre 1962 | Joseph Pinvidic | CNIP            | Mandat écourté à la suite d'une dissolution parlementaire décidée par Charles de Gaulle.                                                                       |
| IIe         | 6 décembre 1962 | 2 avril 1967   | Antoine Caill   | UNR             | |
| IIIe        | 3 avril 1967    | 30 mai 1968    | Antoine Caill   | UDR             | Mandat écourté à la suite d'une dissolution parlementaire décidée par Charles de Gaulle.                                                                       |
| IVe         | 11 juillet 1968 | 1er avril 1973 | Antoine Caill   | UDR             | |
| Ve          | 2 avril 1973    | 2 avril 1978   | Antoine Caill   | UDR             | En raison de son décès le 26 avril 1976, remplacé par Yves Michel.                                                                                             |
| VIe         | 3 avril 1978    | 22 mai 1981    | Charles Miossec | RPR             | Mandat écourté à la suite d'une dissolution parlementaire décidée par François Mitterrand.                                                                     |
| VIIe        | 2 juillet 1981  | 1er avril 1986 | Charles Miossec | RPR             | |
| VIIIe       | 2 avril 1986    | 14 mai 1988    | Aucun           | Aucun           | Proportionnelle par département, pas de député par circonscription. Mandat écourté à la suite d'une dissolution parlementaire décidée par François Mitterrand. |

### Historique des élections

#### Élections de 1958
| Candidat           | Candidat            | Parti          | Premier tour | Premier tour | Second tour | Second tour |  |
| Candidat           | Candidat            | Parti          | Voix         | %            | Voix        | %           |  |
| ------------------ | ------------------- | -------------- | ------------ | ------------ | ----------- | ----------- |  |
|                    | Joseph Pinvidic élu | CNIP           | 14 878       | 29,66        | 19 318      | 41,47       |  |
|                    | Alain Jaouen        | Modérés        | 14 708       | 29,32        | 10 497      | 22,53       |  |
|                    | Louis Guillou       | MRP            | 10 724       | 21,38        | 16 769      | 36          |  |
|                    | François Manach     | SFIO           | 8 046        | 16,04        | Retrait     | Retrait     |  |
|                    | Marcel Lucas        | PCF            | 1 810        | 3,61         |             |             |  |
|                    |                     |                |              |              |             |             |  |
| Inscrits           | Inscrits            | Inscrits       | 60 900       | 100,00       | 60 688      | 100,00      |  |
| Abstentions        | Abstentions         | Abstentions    | 10 289       | 16,89        | 12 333      | 20,32       |  |
| Votants            | Votants             | Votants        | 50 611       | 83,11        | 48 355      | 79,68       |  |
| Blancs et nuls     | Blancs et nuls      | Blancs et nuls | 445          | 0,88         | 1 771       | 3,66        |  |
| Exprimés           | Exprimés            | Exprimés       | 50 166       | 99,12        | 46 584      | 96,34       |  |
| Source : Data.gouv |                     |                |              |              |             |             |  |

Le suppléant de Joseph Pinvidic était Pierre Dantec, Président de la Mutualité Sociale Agricole du Finistère.

#### Élections de 1962
| Candidat           | Candidat          | Parti          | Premier tour | Premier tour | Second tour | Second tour |  |
| Candidat           | Candidat          | Parti          | Voix         | %            | Voix        | %           |  |
| ------------------ | ----------------- | -------------- | ------------ | ------------ | ----------- | ----------- |  |
|                    | Antoine Caill élu | UNR-UDT        | 17 309       | 40,87        | 27 872      | 61,1        |  |
|                    | Pierre Chapalain  | Modérés        | 15 348       | 36,24        | 17 745      | 38,9        |  |
|                    | Yves Le Nan       | MRP            | 4 473        | 10,56        | Retrait     | Retrait     |  |
|                    | Eugène Reeb       | SFIO           | 3 145        | 7,43         | Retrait     | Retrait     |  |
|                    | Jacques Kerhoas   | PCF            | 2 078        | 4,91         |             |             |  |
|                    |                   |                |              |              |             |             |  |
| Inscrits           | Inscrits          | Inscrits       | 59 372       | 100,00       | 59 361      | 100,00      |  |
| Abstentions        | Abstentions       | Abstentions    | 16 215       | 27,31        | 12 415      | 20,91       |  |
| Votants            | Votants           | Votants        | 43 157       | 72,69        | 46 946      | 79,09       |  |
| Blancs et nuls     | Blancs et nuls    | Blancs et nuls | 804          | 1,86         | 1 329       | 2,83        |  |
| Exprimés           | Exprimés          | Exprimés       | 42 353       | 98,14        | 45 617      | 97,17       |  |
| Source : Data.gouv |                   |                |              |              |             |             |  |

Le suppléant d'Antoine Caill était Alain Jacq, gérant de société.

#### Élections de 1967
| Candidat           | Candidat                    | Parti          | Premier tour | Premier tour | Second tour | Second tour |  |
| Candidat           | Candidat                    | Parti          | Voix         | %            | Voix        | %           |  |
| ------------------ | --------------------------- | -------------- | ------------ | ------------ | ----------- | ----------- |  |
|                    | Antoine Caill sortant réélu | UD-Ve          | 19 667       | 41,36        | 23 624      | 51,42       |  |
|                    | Yves Cabioch                | CD (PDM)       | 18 475       | 38,85        | 22 323      | 48,58       |  |
|                    | Victor Tanguy               | Modérés        | 4 739        | 9,97         |             |             |  |
|                    | André Clerc                 | PCF            | 4 671        | 9,82         |             |             |  |
|                    |                             |                |              |              |             |             |  |
| Inscrits           | Inscrits                    | Inscrits       | 56 399       | 100,00       | 56 392      | 100,00      |  |
| Abstentions        | Abstentions                 | Abstentions    | 8 306        | 14,73        | 9 480       | 16,81       |  |
| Votants            | Votants                     | Votants        | 48 093       | 85,27        | 46 912      | 83,19       |  |
| Blancs et nuls     | Blancs et nuls              | Blancs et nuls | 541          | 1,12         | 965         | 2,06        |  |
| Exprimés           | Exprimés                    | Exprimés       | 47 552       | 98,88        | 45 947      | 97,94       |  |
| Source : Data.gouv |                             |                |              |              |             |             |  |

Le suppléant d'Antoine Caill était Yves Michel, agriculteur, conseiller municipal de Plouescat.

#### Élections de 1968
|                    | Antoine Caill sortant réélu | UDR (URP)      | 25 821 | 53,44  |  |  |  |
|                    | Yves Cabioch                | CD (PDM)       | 18 206 | 37,68  |  |  |  |
|                    | Denise Roudot               | PCF            | 4 285  | 8,86   |  |  |  |
|                    |                             |                |        |        |  |  |  |
| Inscrits           | Inscrits                    | Inscrits       | 56 839 | 100,00 |  |  |  |
| Abstentions        | Abstentions                 | Abstentions    | 8 101  | 14,25  |  |  |  |
| Votants            | Votants                     | Votants        | 48 738 | 85,75  |  |  |  |
| Blancs et nuls     | Blancs et nuls              | Blancs et nuls | 426    | 0,87   |  |  |  |
| Exprimés           | Exprimés                    | Exprimés       | 48 312 | 99,13  |  |  |  |
| Source : Data.gouv |                             |                |        |        |  |  |  |

Le suppléant d'Antoine Caill était Albert Crenn, de Landivisiau.

#### Élections de 1973
| Candidat           | Candidat                    | Parti          | Premier tour | Premier tour | Second tour | Second tour |  |
| Candidat           | Candidat                    | Parti          | Voix         | %            | Voix        | %           |  |
| ------------------ | --------------------------- | -------------- | ------------ | ------------ | ----------- | ----------- |  |
|                    | Antoine Caill sortant réélu | UDR (URP)      | 24 456       | 49,63        | 26 740      | 55,71       |  |
|                    | Pierre Chapalain            | MR             | 14 113       | 28,63        | 11 473      | 23,90       |  |
|                    | Roger Le Gall               | PS (UGSD)      | 7 631        | 15,48        | 9 785       | 20,39       |  |
|                    | André Le Gac                | PCF            | 3 091        | 6,27         |             |             |  |
|                    |                             |                |              |              |             |             |  |
| Inscrits           | Inscrits                    | Inscrits       | 58 412       | 100,00       | 58 407      | 100,00      |  |
| Abstentions        | Abstentions                 | Abstentions    | 8 561        | 14,66        | 10 059      | 17,22       |  |
| Votants            | Votants                     | Votants        | 49 851       | 85,34        | 48 348      | 82,78       |  |
| Blancs et nuls     | Blancs et nuls              | Blancs et nuls | 550          | 1,1          | 350         | 0,72        |  |
| Exprimés           | Exprimés                    | Exprimés       | 49 301       | 98,9         | 47 998      | 99,28       |  |
| Source : Data.gouv |                             |                |              |              |             |             |  |

Le suppléant d'Antoine Caill était Yves Michel. Yves Michel remplaça Antoine Caill après son décès, du 27 avril 1976 au 2 avril 1978.

#### Élections de 1978
| Candidat                                                | Candidat             | Parti                      | Premier tour | Premier tour | Second tour | Second tour |  |
| Candidat                                                | Candidat             | Parti                      | Voix         | %            | Voix        | %           |  |
| ------------------------------------------------------- | -------------------- | -------------------------- | ------------ | ------------ | ----------- | ----------- |  |
|                                                         | Charles Miossec élu  | RPR                        | 17 444       | 32,12        | 25 889      | 46,94       |  |
|                                                         | Pierre Le Roy        | Divers droite (Maj. prés.) | 13 394       | 24,40        | 14 857      | 26,94       |  |
|                                                         | André Cabon          | PS                         | 9 998        | 18,41        | 14 408      | 26,12       |  |
|                                                         | Vincent de Penanster | PRV                        | 5 297        | 9,75         |             |             |  |
|                                                         | André Le Gac         | PCF                        | 3 677        | 6,77         |             |             |  |
|                                                         | Marguerite Colin     | CDS                        | 3 316        | 6,11         |             |             |  |
|                                                         | Jean Gaudin          | LO                         | 1 183        | 2,18         |             |             |  |
|                                                         |                      |                            |              |              |             |             |  |
| Inscrits                                                | Inscrits             | Inscrits                   | 64 202       | 100,00       | 63 889      | 100,00      |  |
| Abstentions                                             | Abstentions          | Abstentions                | 9 100        | 14,17        | 8 336       | 13,05       |  |
| Votants                                                 | Votants              | Votants                    | 55 102       | 85,83        | 55 553      | 86,95       |  |
| Blancs et nuls                                          | Blancs et nuls       | Blancs et nuls             | 793          | 1,44         | 399         | 0,72        |  |
| Exprimés                                                | Exprimés             | Exprimés                   | 54 309       | 98,56        | 55 154      | 99,28       |  |
| Source : Data.gouv et Sud Ouest du 21 mars 1978, page 6 |                      |                            |              |              |             |             |  |

La suppléante de Charles Miossec était Marguerite Caill, maire de Plouzévédé.

#### Élections de 1981
| Candidat       | Candidat                      | Parti          | Premier tour | Premier tour | Second tour | Second tour |  |
| Candidat       | Candidat                      | Parti          | Voix         | %            | Voix        | %           |  |
| -------------- | ----------------------------- | -------------- | ------------ | ------------ | ----------- | ----------- |  |
|                | Charles Miossec sortant réélu | RPR (UNM)      | 22 624       | 45,34        | 31 284      | 62,01       |  |
|                | Marcel L'Aot                  | PS             | 14 451       | 28,96        | 19 166      | 37,99       |  |
|                | Pierre Le Roy                 | UDF (CDS)      | 9 599        | 19,24        | Retrait     | Retrait     |  |
|                | André Le Gac                  | PCF            | 1 836        | 3,68         |             |             |  |
|                | Yvon Abiven                   | UDB            | 1 385        | 2,77         |             |             |  |
|                |                               |                |              |              |             |             |  |
| Inscrits       | Inscrits                      | Inscrits       | 66 064       | 100,00       | 66 059      | 100,00      |  |
| Abstentions    | Abstentions                   | Abstentions    | 15 843       | 23,98        | 15 119      | 22,89       |  |
| Votants        | Votants                       | Votants        | 50 221       | 76,02        | 50 940      | 77,11       |  |
| Blancs et nuls | Blancs et nuls                | Blancs et nuls | 326          | 0,65         | 490         | 0,96        |  |
| Exprimés       | Exprimés                      | Exprimés       | 49 895       | 99,35        | 50 450      | 99,04       |  |

La suppléante de Charles Miossec était Marguerite Caill.

## La circonscription depuis 1986

### Description géographique et démographique
Dans le découpage électoral de la loi n°86-1197 du 24 novembre 1986
, la circonscription regroupe les cantons suivants :
- Canton de Guipavas
- Canton de Landerneau
- Canton de Landivisiau
- Canton de Lannilis
- Canton de Lesneven
- Canton de Plouescat.

D'après le recensement général de la population en 1999, réalisé par l'Institut national de la statistique et des études économiques (INSEE), la population totale de cette circonscription est estimée à 110 295 habitants,.
Le découpage de la circonscription n'a pas été modifié par le redécoupage des circonscriptions législatives françaises de 2010.

### Historique des députations
| Législature | Début de mandat | Fin de mandat  | Député             | Parti politique      | Observations                                                                           |
| ----------- | --------------- | -------------- | ------------------ | -------------------- | -------------------------------------------------------------------------------------- |
| IXe         | 23 juin 1988    | 1er avril 1993 | Charles Miossec    | RPR                  |                                                                                        |
| Xe          | 2 avril 1993    | 21 avril 1997  | Charles Miossec,   | RPR,                 | Mandat écourté à la suite d'une dissolution parlementaire décidée par Jacques Chirac.  |
| XIe         | 12 juin 1997    | 18 juin 2002   | Charles Miossec,   | RPR,                 |                                                                                        |
| XIIe        | 19 juin 2002    | 19 juin 2007   | Jacques Le Guen,   | UMP,                 |                                                                                        |
| XIIIe       | 20 juin 2007    | 19 juin 2012   | Jacques Le Guen    | UMP puis RS puis UMP |                                                                                        |
| XIVe        | 20 juin 2012    | 20 juin 2017   | Chantal Guittet    | PS                   |                                                                                        |
| XVe         | 21 juin 2017    | 21 juin 2022   | Graziella Melchior | LREM                 |                                                                                        |
| XVIe        | 22 juin 2022    | 9 juin 2024    | Graziella Melchior | LREM-Ensemble        | Mandat écourté à la suite d'une dissolution parlementaire décidée par Emmanuel Macron. |
| XVIIe       | 8 juillet 2024  | En cours       | Graziella Melchior | LREM-Ensemble        |                                                                                        |

### Historique des élections

#### Élections de 1988
|                | Charles Miossec sortant réélu | RPR (URC)      | 28 558 | 53,76  |  |  |  |
|                | Jean-Pierre Thomin            | PS             | 19 750 | 37,18  |  |  |  |
|                | Jean-Louis Le Hir             | FN             | 2 626  | 4,94   |  |  |  |
|                | Guy Liziar                    | PCF            | 2 188  | 4,12   |  |  |  |
|                |                               |                |        |        |  |  |  |
| Inscrits       | Inscrits                      | Inscrits       | 78 035 | 100,00 |  |  |  |
| Abstentions    | Abstentions                   | Abstentions    | 24 132 | 30,92  |  |  |  |
| Votants        | Votants                       | Votants        | 53 903 | 69,08  |  |  |  |
| Blancs et nuls | Blancs et nuls                | Blancs et nuls | 781    | 1,45   |  |  |  |
| Exprimés       | Exprimés                      | Exprimés       | 53 122 | 98,55  |  |  |  |

Le suppléant de Charles Miossec était Jean-Pierre Cuiec, avocat au barreau de Brest, adjoint au maire de Landerneau.

#### Élections de 1993
|                               | Charles Miossec sortant réélu | RPR (UPF)      | 31 570 | 58,26  |  |  |  |
|                               | Jean-Pierre Thomin            | PS (ADFP)      | 9 229  | 17,03  |  |  |  |
|                               | Gérard Borvon                 | GÉ (EÉ)        | 7 217  | 13,31  |  |  |  |
|                               | Jean-Louis Le Hir             | FN             | 4 356  | 8,03   |  |  |  |
|                               | Marguerite Pibouleau          | PCF            | 1 816  | 3,35   |  |  |  |
|                               |                               |                |        |        |  |  |  |
| Inscrits                      | Inscrits                      | Inscrits       | 79 584 | 100,00 |  |  |  |
| Abstentions                   | Abstentions                   | Abstentions    | 22 717 | 28,54  |  |  |  |
| Votants                       | Votants                       | Votants        | 56 867 | 71,46  |  |  |  |
| Blancs et nuls                | Blancs et nuls                | Blancs et nuls | 2 679  | 4,71   |  |  |  |
| Exprimés                      | Exprimés                      | Exprimés       | 54 188 | 95,29  |  |  |  |
| Source : Data.gouv et CEVIPOF |                               |                |        |        |  |  |  |

Le suppléant de Charles Miossec était Emmanuel Cuiec, avocat au barreau de Brest.

#### Élections de 1997
| Candidat                      | Candidat                      | Parti          | Premier tour | Premier tour | Second tour | Second tour |  |
| Candidat                      | Candidat                      | Parti          | Voix         | %            | Voix        | %           |  |
| ----------------------------- | ----------------------------- | -------------- | ------------ | ------------ | ----------- | ----------- |  |
|                               | Charles Miossec sortant réélu | RPR            | 23 523       | 43,03        | 30 884      | 54,29       |  |
|                               | Jean-Pierre Thomin            | PS             | 16 530       | 30,24        | 25 998      | 45,71       |  |
|                               | Bernard Pacreau               | FN             | 4 375        | 8            |             |             |  |
|                               | Gérard Borvon                 | Les Verts      | 3 139        | 5,74         |             |             |  |
|                               | Ronan Tanguy                  | PCF            | 2 534        | 4,64         |             |             |  |
|                               | Marie-France Cosnard          | MPF (LDI)      | 1 751        | 3,2          |             |             |  |
|                               | Bernard Bruillot              | GÉ             | 1 637        | 2,99         |             |             |  |
|                               | Annaig Louis                  | US4J           | 1 180        | 2,16         |             |             |  |
|                               |                               |                |              |              |             |             |  |
| Inscrits                      | Inscrits                      | Inscrits       | 79 874       | 100,00       | 79 861      | 100,00      |  |
| Abstentions                   | Abstentions                   | Abstentions    | 22 726       | 28,45        | 20 648      | 25,85       |  |
| Votants                       | Votants                       | Votants        | 57 148       | 71,55        | 59 213      | 74,15       |  |
| Blancs et nuls                | Blancs et nuls                | Blancs et nuls | 2 479        | 4,34         | 2 331       | 3,94        |  |
| Exprimés                      | Exprimés                      | Exprimés       | 54 669       | 95,66        | 56 882      | 96,06       |  |
| Source : Data.gouv et CEVIPOF |                               |                |              |              |             |             |  |

La suppléante de Charles Miossec était Françoise Dincuff, Première adjointe au maire de Landerneau.

#### Élections de 2002
|                | Jacques Le Guen élu    | UMP            | 29 415 | 51,99  |  |  |  |
|                | Jean-Pierre Thomin     | PS             | 17 504 | 30,94  |  |  |  |
|                | Gérard Borvon          | Les Verts      | 2 878  | 5,09   |  |  |  |
|                | Bernard Pacreau        | FN             | 2 589  | 4,58   |  |  |  |
|                | Isabelle Mazelin       | PCF            | 1 222  | 2,16   |  |  |  |
|                | Jean Guéguéniat        | Régionaliste   | 877    | 1,55   |  |  |  |
|                | Marie-Odette Triboulet | MPF            | 693    | 1,22   |  |  |  |
|                | Françoise Chauveau     | LO             | 682    | 1,21   |  |  |  |
|                | Gilles Tignac          | GÉ             | 399    | 0,71   |  |  |  |
|                | Geneviève Eléouet      | MNR            | 318    | 0,56   |  |  |  |
|                |                        |                |        |        |  |  |  |
| Inscrits       | Inscrits               | Inscrits       | 84 570 | 100,00 |  |  |  |
| Abstentions    | Abstentions            | Abstentions    | 27 161 | 32,12  |  |  |  |
| Votants        | Votants                | Votants        | 57 409 | 67,88  |  |  |  |
| Blancs et nuls | Blancs et nuls         | Blancs et nuls | 832    | 1,45   |  |  |  |
| Exprimés       | Exprimés               | Exprimés       | 56 577 | 98,55  |  |  |  |

Le suppléant de Jacques Le Guen était Marcel Dantec, responsable d'agence bancaire, conseiller général du canton de Guipavas, maire du Relecq-Kerhuon.

#### Élections de 2007
| Candidat       | Candidat                      | Parti          | Premier tour | Premier tour | Second tour | Second tour |  |
| Candidat       | Candidat                      | Parti          | Voix         | %            | Voix        | %           |  |
| -------------- | ----------------------------- | -------------- | ------------ | ------------ | ----------- | ----------- |  |
|                | Jacques Le Guen sortant réélu | UMP            | 28 001       | 49,08        | 29 760      | 54,8        |  |
|                | Chantal Guittet               | PS             | 16 026       | 28,09        | 24 549      | 45,2        |  |
|                | Emmanuel Morucci              | UDF–MoDem      | 5 026        | 8,81         |             |             |  |
|                | Christophe Winckler           | Les Verts      | 2 572        | 4,51         |             |             |  |
|                | Yannick Hervé                 | SÉGA           | 2 164        | 3,79         |             |             |  |
|                | Alain Fabre                   | FN             | 1 013        | 1,78         |             |             |  |
|                | Jean Chevalier                | PCF            | 1 005        | 1,76         |             |             |  |
|                | Jean-Marie Keroas             | MPF            | 692          | 1,21         |             |             |  |
|                | Françoise Chauveau            | LO             | 556          | 0,97         |             |             |  |
|                |                               |                |              |              |             |             |  |
| Inscrits       | Inscrits                      | Inscrits       | 88 793       | 100,00       | 88 792      | 100,00      |  |
| Abstentions    | Abstentions                   | Abstentions    | 31 080       | 35           | 33 428      | 37,65       |  |
| Votants        | Votants                       | Votants        | 57 713       | 65           | 55 364      | 62,35       |  |
| Blancs et nuls | Blancs et nuls                | Blancs et nuls | 658          | 1,14         | 1 055       | 1,91        |  |
| Exprimés       | Exprimés                      | Exprimés       | 57 055       | 98,86        | 54 309      | 98,09       |  |

La suppléante de Jacques Le Guen était Marie-Françoise Le Guen, institutrice, conseillère générale du canton de Landerneau, maire de Pencran.

#### Élections de juin 2012
| Candidat       | Candidat                 | Parti           | Premier tour | Premier tour | Second tour | Second tour |  |
| Candidat       | Candidat                 | Parti           | Voix         | %            | Voix        | %           |  |
| -------------- | ------------------------ | --------------- | ------------ | ------------ | ----------- | ----------- |  |
|                | Chantal Guittet élue     | PS              | 23 069       | 41,99        | 30 781      | 57,12       |  |
|                | Jacques Le Guen sortant  | UMP             | 19 534       | 35,55        | 23 107      | 42,88       |  |
|                | Éric Dechamps            | FN (RBM)        | 3 766        | 6,84         |             |             |  |
|                | Gaëlle Rolland-Chapelain | EÉLV            | 3 188        | 5,80         |             |             |  |
|                | Isabelle Mazelin         | PCF (FG) (FASE) | 2 417        | 4,38         |             |             |  |
|                | Alain Somme              | MoDem (CpF)     | 2 130        | 3,88         |             |             |  |
|                | Michael Lo Verso         | JB              | 377          | 0,69         |             |             |  |
|                | Françoise Chauveau       | LO              | 289          | 0,53         |             |             |  |
|                | Marie-Cécile Jacq        | Pirate          | 191          | 0,35         |             |             |  |
|                |                          |                 |              |              |             |             |  |
| Inscrits       | Inscrits                 | Inscrits        | 91 131       | 100,00       | 91 125      | 100,00      |  |
| Abstentions    | Abstentions              | Abstentions     | 35 422       | 38,87        | 35 884      | 39,38       |  |
| Votants        | Votants                  | Votants         | 55 709       | 61,13        | 55 241      | 60,62       |  |
| Blancs et nuls | Blancs et nuls           | Blancs et nuls  | 748          | 1,34         | 1 353       | 2,45        |  |
| Exprimés       | Exprimés                 | Exprimés        | 54 961       | 98,66        | 53 888      | 97,55       |  |

Le suppléant de Chantal Guittet était Guy Mordret, biologiste à Landerneau.

#### Élections de juin 2017
Députée sortante : Chantal Guittet (PS)
|                                                                            | |                           |                           |                          |                          |
|                                                                            | | Premier tour 11 juin 2017 | Premier tour 11 juin 2017 | Second tour 18 juin 2017 | Second tour 18 juin 2017 |
|                                                                            | |                           |                           |                          |                          |
|                                                                            | | Nombre                    | % des inscrits            | Nombre                   | % des inscrits           |
| Inscrits                                                                   | Inscrits | 94 494                    | 100,00                    | 94 491                   | 100,00                   |
| Abstentions                                                                | Abstentions | 41 731                    | 44,16                     | 51 161                   | 54,14                    |
| Votants                                                                    | Votants | 52 763                    | 55,84                     | 43 330                   | 45,86                    |
|                                                                            | |                           | % des votants             |                          | % des votants            |
| Bulletins blancs                                                           | Bulletins blancs | 520                       | 0,99                      | 3 380                    | 7,80                     |
| Bulletins nuls                                                             | Bulletins nuls | 186                       | 0,35                      | 1 063                    | 2,45                     |
| Suffrages exprimés                                                         | Suffrages exprimés | 52 057                    | 98,66                     | 38 887                   | 89,75                    |
|                                                                            | |                           |                           |                          |                          |
| Candidat Étiquette politique (partis et alliances)                         | Candidat Étiquette politique (partis et alliances)                                                                                          | Voix                      | % des exprimés            | Voix                     | % des exprimés           |
|                                                                            | |                           |                           |                          |                          |
|                                                                            | Graziella Melchior La République en marche !                                                                                                | 18 624                    | 35,78                     | 20 957                   | 53,89                    |
|                                                                            | Patrick Leclerc Divers droite | 11 207                    | 21,53                     | 17 930                   | 46,11                    |
|                                                                            | Chantal Guittet (députée sortante) Parti socialiste                                                                                         | 7 795                     | 14,97                     |                          |                          |
|                                                                            | Pascale Marchand La France insoumise | 5 382                     | 10,34                     |                          |                          |
|                                                                            | Renée Thomaïdis Front national | 3 464                     | 6,65                      |                          |                          |
|                                                                            | Rosalie Salaün Europe Écologie Les Verts | 1 777                     | 3,41                      |                          |                          |
|                                                                            | Marcel Berrou Régionaliste (Oui la Bretagne)                                                                                                | 1 474                     | 2,83                      |                          |                          |
|                                                                            | Jean-Paul Barré Debout la France | 671                       | 1,29                      |                          |                          |
|                                                                            | Pierre-Yves Liziar Parti communiste français                                                                                                | 583                       | 1,12                      |                          |                          |
|                                                                            | Maxime Bernas Régionaliste (Mouvement 100 % - Parti breton - Parti fédéraliste européen - En avant Bretagne -Alliance fédéraliste bretonne) | 357                       | 0,69                      |                          |                          |
|                                                                            | Odile Croguennoc Divers gauche (Nouvelle Donne)                                                                                             | 267                       | 0,51                      |                          |                          |
|                                                                            | Françoise Chauveau Lutte ouvrière | 253                       | 0,49                      |                          |                          |
|                                                                            | Dorian Floch Divers (Union populaire républicaine)                                                                                          | 203                       | 0,39                      |                          |                          |
| Source : Ministère de l'Intérieur - Cinquième circonscription du Finistère | |                           |                           |                          |                          |

Le suppléant de Graziella Melchior était Alain Somme, MoDem, conseiller municipal de Plougourvest.

#### Élections de 2022
| Résultats des élections législatives des 12 et 19 juin 2022 de la 5e circonscription du Finistère |                                                                          |                           |                           |                          |                          |
|                                                                                                   |                                                                          | Premier tour 12 juin 2022 | Premier tour 12 juin 2022 | Second tour 19 juin 2022 | Second tour 19 juin 2022 |
|                                                                                                   |                                                                          |                           |                           |                          |                          |
|                                                                                                   |                                                                          | Nombre                    | % des inscrits            | Nombre                   | % des inscrits           |
| Inscrits                                                                                          | Inscrits                                                                 | 97 851                    | 100                       | 97 865                   | 100                      |
| Abstentions                                                                                       | Abstentions                                                              | 47 227                    | 48,26                     | 48 360                   | 49,42                    |
| Votants                                                                                           | Votants                                                                  | 50 624                    | 51,74                     | 49 505                   | 50,58                    |
|                                                                                                   |                                                                          |                           | % des votants             |                          | % des votants            |
| Bulletins blancs                                                                                  | Bulletins blancs                                                         | 653                       | 1,29                      | 1 856                    | 3,75                     |
| Bulletins nuls                                                                                    | Bulletins nuls                                                           | 216                       | 0,43                      | 777                      | 1,57                     |
| Suffrages exprimés                                                                                | Suffrages exprimés                                                       | 49 755                    | 98,28                     | 46 872                   | 94,68                    |
|                                                                                                   |                                                                          |                           |                           |                          |                          |
| Candidat Étiquette politique (partis et alliances)                                                | Candidat Étiquette politique (partis et alliances)                       | Voix                      | % des exprimés            | Voix                     | % des exprimés           |
|                                                                                                   |                                                                          |                           |                           |                          |                          |
|                                                                                                   | Graziella Melchior La République en marche                               | 15 555                    | 31,26                     | 25 585                   | 54,58                    |
|                                                                                                   | Nathalie Sarrabezolles Nouvelle Union populaire écologique et sociale PS | 14 444                    | 29,03                     | 21 287                   | 45,42                    |
|                                                                                                   | Félix Briant Les Républicains                                            | 8 484                     | 17,05                     |                          |                          |
|                                                                                                   | Renée Thomaïdis Rassemblement national                                   | 6 591                     | 13,25                     |                          |                          |
|                                                                                                   | Angélique De Cecco Union démocratique bretonne                           | 1 657                     | 3,33                      |                          |                          |
|                                                                                                   | Thierry-Hubert Lolliérou Reconquête                                      | 1 329                     | 2,67                      |                          |                          |
|                                                                                                   | Stéphanie Muriot Parti animaliste                                        | 713                       | 1,43                      |                          |                          |
|                                                                                                   | Christian Cajean Lutte ouvrière                                          | 611                       | 1,23                      |                          |                          |
|                                                                                                   | Brigitte Le Ny Parti Breton                                              | 371                       | 0,75                      |                          |                          |
| * Député sortant                                                                                  |                                                                          |                           |                           |                          |                          |

Le suppléant de Graziella Melchior était Jean-Charles Le Borgne, ancien chef d'entreprise, Président de la commission sociale de la Fédération régionale du bâtiment.

#### Élections de 2024
| Candidat                 | Candidat                 | Parti et coalition       | Nuance                   | Premier tour | Premier tour | Second tour | Second tour |
| Candidat                 | Candidat                 | Parti et coalition       | Nuance                   | Voix         | %            | Voix        | %           |
| ------------------------ | ------------------------ | ------------------------ | ------------------------ | ------------ | ------------ | ----------- | ----------- |
|                          | Graziella Melchior       | RE (ENS)                 | ENS                      | 21 567       | 30,30        | 46 270      | 68,07       |
|                          | Gladys Grelaud           | PCF (NFP)                | UG                       | 19 371       | 27,22        | Retrait     | Retrait     |
|                          | Renée Thomaïdis          | RN                       | RN                       | 18 884       | 26,53        | 21 704      | 31,93       |
|                          | Félix Briant             | LR (UDC)                 | LR                       | 7 943        | 11,16        |             |             |
|                          | Marcel Berrou            | PLB (R&PS)               | REG                      | 1 807        | 2,54         |             |             |
|                          | Alexandre Martin         | DLF                      | DSV                      | 641          | 0,90         |             |             |
|                          | Christian Cajean         | LO                       | EXG                      | 553          | 0,78         |             |             |
|                          | Dominique Lerestif       | RL (LC)                  | DVC                      | 402          | 0,56         |             |             |
|                          |                          |                          |                          |              |              |             |             |
| Votes valides            | Votes valides            | Votes valides            | Votes valides            | 71 168       | 97,86        | 67 974      | 94,09       |
| Votes blancs             | Votes blancs             | Votes blancs             | Votes blancs             | 1 119        | 1,54         | 3 291       | 4,56        |
| Votes nuls               | Votes nuls               | Votes nuls               | Votes nuls               | 437          | 0,60         | 982         | 1,36        |
| Total                    | Total                    | Total                    | Total                    | 72 724       | 100          | 72 247      | 100         |
| Abstention               | Abstention               | Abstention               | Abstention               | 26 029       | 26,36        | 26 524      | 26,85       |
| Inscrits / participation | Inscrits / participation | Inscrits / participation | Inscrits / participation | 98 753       | 73,64        | 98 771      | 73,15       |

Le suppléant de Graziella Melchior est Jean-Charles Le Borgne.

#### Département du Finistère
- La fiche de l'INSEE de cette circonscription : « Tableaux et Analyses de la cinquième circonscription du Finistère », sur insee.fr, site de l'Institut national de la statistique et des études économiques (consulté le 10 juin 2007) [PDF]

- « Tous les députés du département du Finistère depuis 1789 », sur assemblee-nationale.fr, site de l'Assemblée nationale française (consulté le 10 juin 2007)

- « Informations contentieuses sur le département du Finistère (élections législatives de 2002) »(Archive.org • Wikiwix • Archive.is • Google • Que faire ?), sur conseil-constitutionnel.fr, site du Conseil constitutionnel (consulté le 13 juin 2007)

#### Circonscriptions en France
- « Carte des circonscriptions législatives en France », sur assemblee-nationale.fr, site de l'Assemblée nationale française (consulté le 10 juin 2007)

- « Résultats électoraux officiels en France »(Archive.org • Wikiwix • Archive.is • Google • Que faire ?), sur interieur.gouv.fr, site du ministère de l'Intérieur (consulté le 13 juin 2007)

- Description et Atlas des circonscriptions électorales de France sur http://www.atlaspol.com, Atlaspol, site de cartographie géopolitique, consulté le 13 juin 2007.